# Jatropha peltata
Jatropha peltata är en törelväxtart som beskrevs av Sessé. Jatropha peltata ingår i släktet Jatropha och familjen törelväxter. Inga underarter finns listade i Catalogue of Life.